# Living Loving Maid (She's Just a Woman)
Living Loving Maid (She's Just a Woman) är en sång inspelad av den brittiska rockgruppen Led Zeppelin 1969 på albumet Led Zeppelin II. Endast fragment av låten framfördes live av gruppen.